# Le Luart
Le Luart ist eine französische Stadt mit 1.454 Einwohnern (Stand: 1. Januar 2022) im Arrondissement Mamers im Département Sarthe in der Region Pays de la Loire. Le Luart gehört zum Kanton La Ferté-Bernard (bis 2015: Kanton Tuffé) und zum Gemeindeverband Communauté de communes du Pays de l’Huisne Sarthoise. Die Einwohner werden Luartais genannt.

## Geographie
Le Luart liegt etwa 29 Kilometer ostnordöstlich von Le Mans. Umgeben wird Le Luart von den Nachbargemeinden Sceaux-sur-Huisne im Norden und Nordwesten, Saint-Maixent im Nordosten, Bouër im Osten, Lavaré im Südosten, Dollon im Süden sowie Duneau im Westen.

## Bevölkerungsentwicklung
| 1962                      | 1968 | 1975 | 1982 | 1990 | 1999 | 2006 | 2013 |
| ------------------------- | ---- | ---- | ---- | ---- | ---- | ---- | ---- |
| 643                       | 687  | 792  | 914  | 952  | 995  | 1237 | 1450 |
| Quelle: Cassini und INSEE |      |      |      |      |      |      |      |

## Sehenswürdigkeiten
- Kirche Notre-Dame-de-la-Présentation
- Schloss Le Luart aus dem 19. Jahrhundert, seit 1989 Monument historique

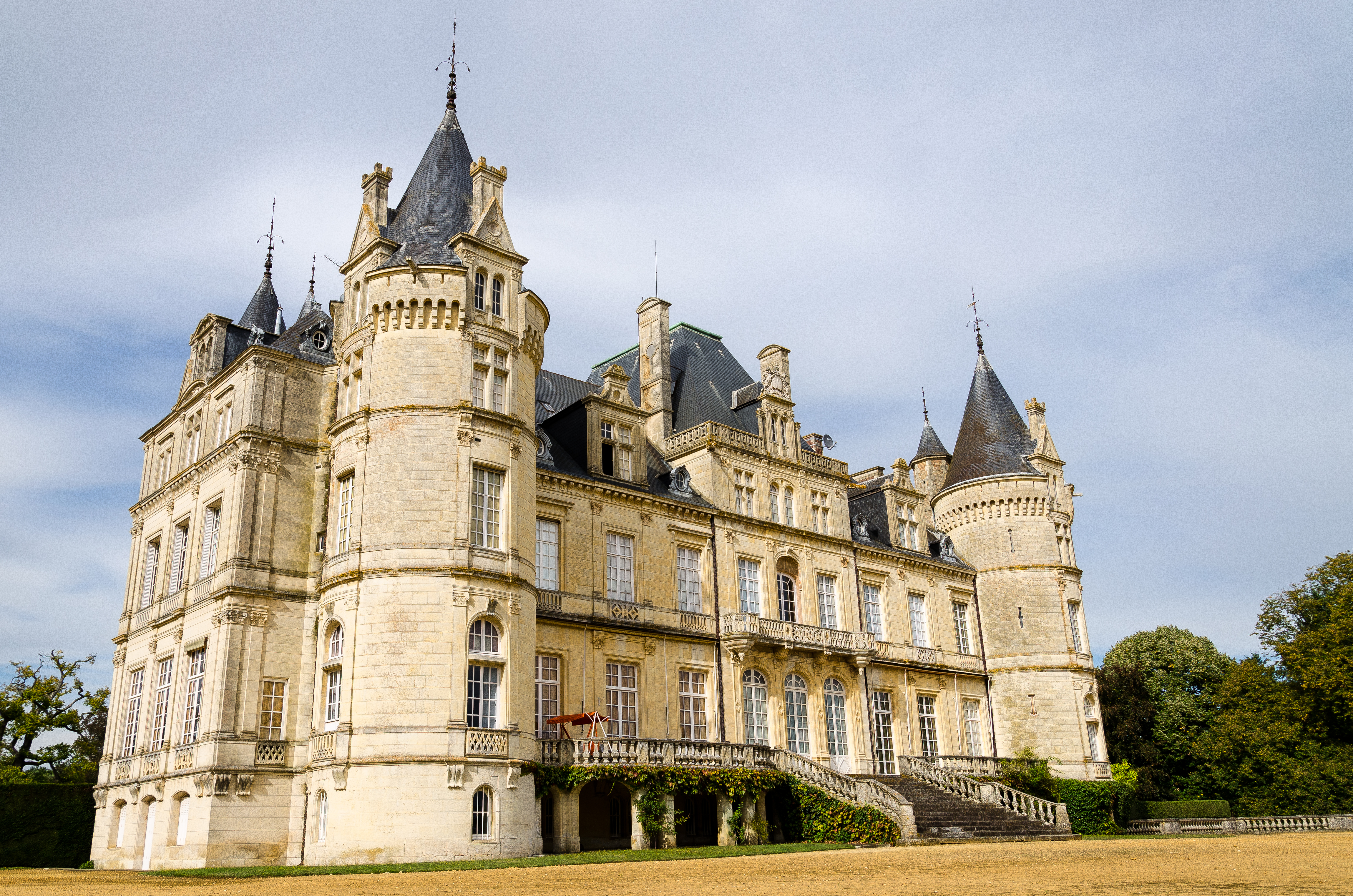
Schloss Le Luart